# George van Waldburg-Zeil-Hohenems

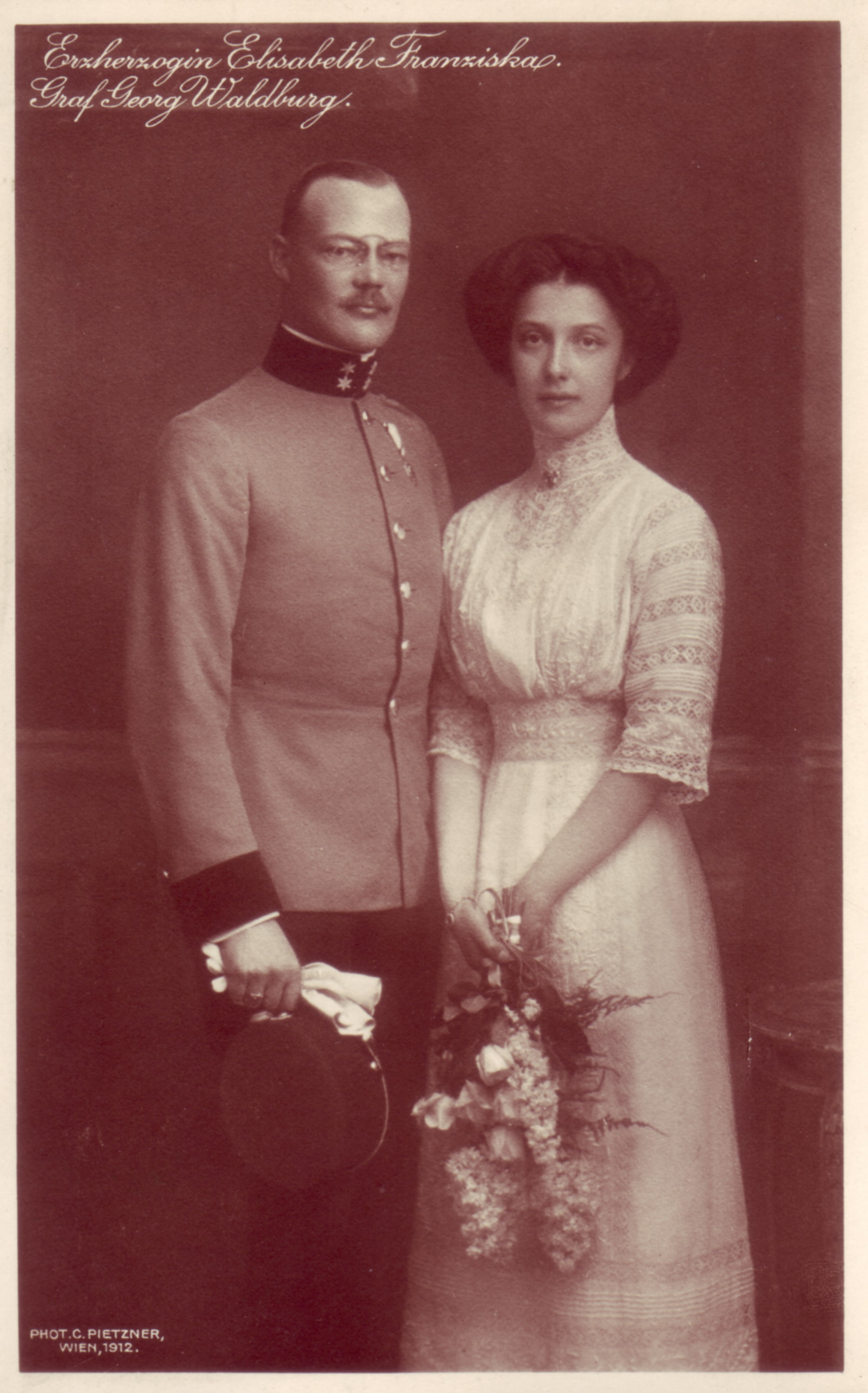
George van Waldburg zu Zeil und Hohenems met aartshertogin Elisabeth Francisca in 1912

George Julius Casper Koenraad Graf von Waldburg-Zeil-Hohenems (7 januari 1878 – 26 oktober 1955) was de zoon van graaf Clemens von Waldburg-Zeil-Hohenems en diens echtgenote, prinses Clementine van Oetingen-Oetingen.

## Huwelijken

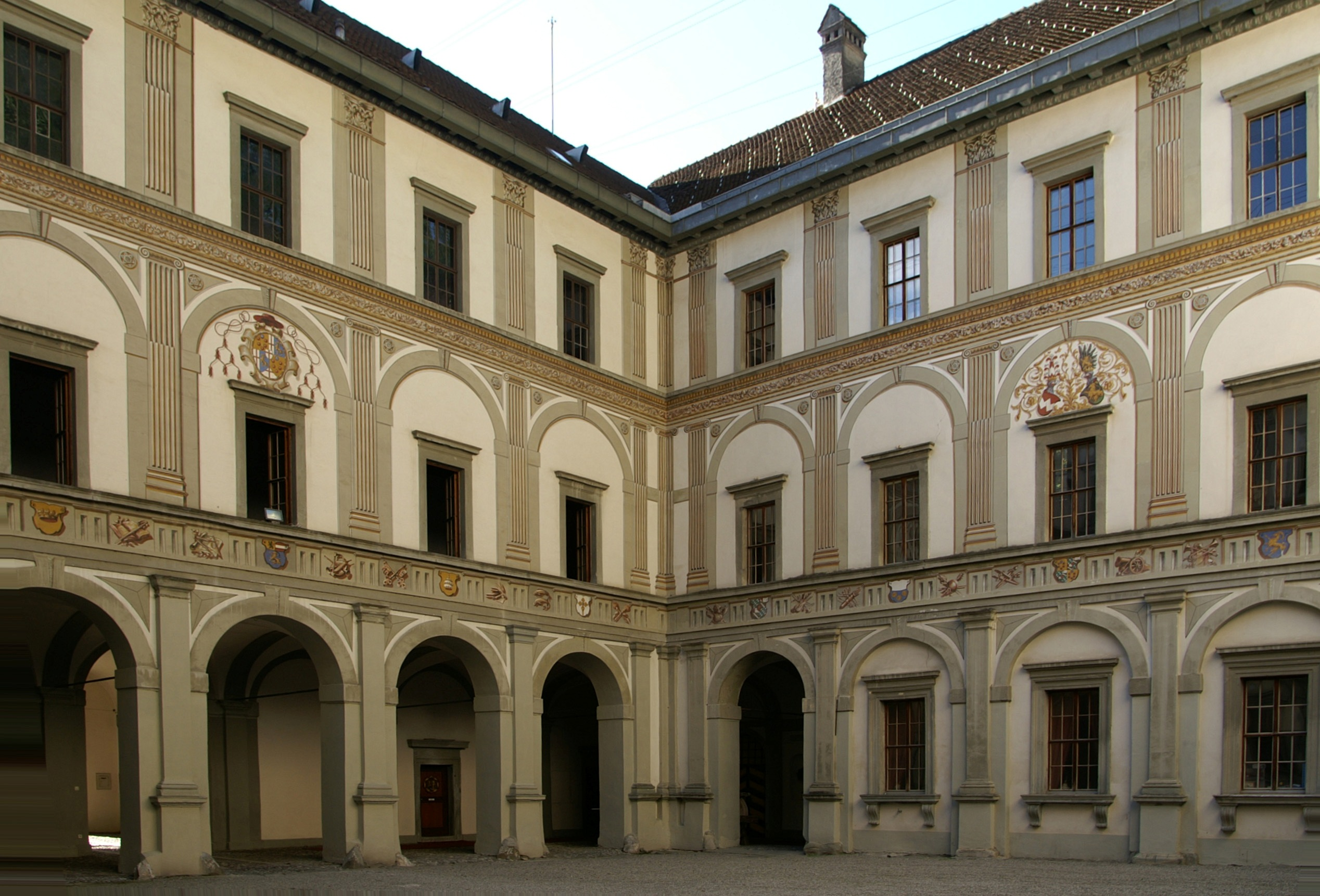
Binnencour van het Hohenemspaleis

George trouwde twee keer. Zijn eerste huwelijk was met aartshertogin Elisabeth Francisca van Oostenrijk, een dochter van aartshertog Frans Salvator van Oostenrijk en aartshertogin Marie-Valerie van Oostenrijk. Uit dit huwelijk werden vier kinderen geboren:
- Marie Valerie (1913-2011), gehuwd met aartshertog George van Oostenrijk (een kleinzoon van groothertog Ferdinand IV van Toscane)
- Clementine Maria (1914-1941)
- Elisabeth Hedwig (1917-1979)
- Frans Jozef (1927-2022), gehuwd met Priscilla Gräfin von Schönborn-Wiesentheid, lid van de familie Schönborn en na zijn ouders bewoners van het Hohenemspaleis

Elisabeth Francisca stierf in 1930 en een jaar later hertrouwde George met haar jongere zus, aartshertogin Gertrud. Ze kregen twee kinderen:
- Sophie (1932), gehuwd met Wessel Freiherr von Loë, lid van de familie De Loë
- Jozef (1934), gehuwd met Maria Benedikta Freiin von Redwitz